# Dinotrema captator
Dinotrema captator är en stekelart som beskrevs av Vladimir Ivanovich Tobias 2007. Dinotrema captator ingår i släktet Dinotrema och familjen bracksteklar. Inga underarter finns listade i Catalogue of Life.